# Centro sportivo olimpico dell'Esercito (pallamano)
La sezione di pallamano del Centro sportivo olimpico dell'Esercito aveva sede in Roma e nacque nel 1969; nei suoi vent'anni d'esistenza militò per dieci stagioni in serie A vincendo il titolo di campione d'Italia nel 1972-73.

## Palmarès
- Campionato italiano di pallamano maschile: 1
1972-73.

## Squadre storiche
Formazione campione d'Italia 1972-1973 Angelelli,  Angeli,  Armadio,  Ballarin,  Bellotto,  Berti, Boccardi,  Civettini, Corona,  Cosenza,  Dal Vai,  Fasciani,  Floris,  Gerola,  Ghirardi,  Giaccio,  Lentini,  Lo Cascio,  Maiezza,  Malesani,  A. Manzoni,  G. Manzoni,  Mayer,  Riccobene,  Scialò,  Signorini,  Turco. Allenatore:  Paolo Manzoni.